# Британская фармакопея
Британская фармакопея (БФ) — национальная фармакопея
Соединённого Королевства. Это ежегодно издаваемое
собрание стандартов качества для лекарств и их составляющих 
в Великобритании, предназначенное для исследователей, производителей
и продавцов медицинских препаратов.
Стандарты БФ — общедоступные и имеющие силу закона стандарты
качества для лекарств и их составляющих. Британская
фармакопея играет важную роль в правовом контроле над 
медицинскими препаратами, наряду с лицензированием и 
проверками, осуществляемыми Агентством по контролю за оборотом лекарств и медицинских товаров. Вместе с БНФ, Британская фармакопея определяет фармацевтические стандарты Великобритании.
Стандарты БФ предназначены для независимой оценки качества
того или иного препарата (компонента) и имеют силу всё то время,
пока он находится в обороте. Включение вещества в фармакопею
не означает его безопасность или эффективность против того или 
иного заболевания.

## Правовые основы
Британская фармакопея публикуется за счёт Министерства здравоохранения Соединённого Королевства.
Лекарственные средства и их составляющие включаются в
фармакопею безотносительно каких-либо патентных прав. При наличии
таковых, включение вещества в фармакопею не отменяет имущественных
прав третьих лиц и не передаёт лицензию на производство
в общественное достояние.

## История
Уже в 16 веке Королевский врачебный колледж Лондона имел полномочия
на проверку аптек в столичном регионе и на уничтожение их товаров
ненадлежащего качества. Первый список утвержденных медикаментов,
с информацией о том, как они должны быть приготовлены, был обнародован
в 1618 году под названием «Лондонская фармакопея». Первое издание того,
что ныне известно как Британская фармакопея, появилось в 1864 году,
как попытка совместить несколько региональных фармакопей страны,
включая и Лондонскую. 
Согласно Медицинскому акту от 1858 года, Всеобщий медицинский совет
стал органом, ответственным за подготовку Британской фармакопеи 
на общегосударственном уровне. В 1907 году, последняя была дополнена Британским
фармацевтическим кодексом, описавшим стандарты для лекарств и их составляющих,
не включенных в БФ.
Медицинский акт 1968 года установил правовой статус Комиссии по Британской фармакопее
и самой Британской фармакопеи как общенационального стандарта для
медицинских препаратов (согласно секции 4 указанного акта). Вышеназванная комиссия
продолжила дело своих предшественниц по подготовке и публикации изданий
«Британская фармакопея» и «Британская фармакопея (ветеринария)». Согласно Акту от 1968 года, тот же орган должен был отвечать за отбор и составление Утвержденных в Британии наименований фармакологических субстанций.

## Содержание
Последнее издание БФ состоит из шести томов и охватывает свыше
3000 статей о действующих и вспомогательных веществах, готовых лекарствах, а также примечания, приложения (тестовые методы, реагенты и т.д.) и различные типы ссылок.
Вещества, используемые в Британии исключительно в ветеринарной практике,
собраны в отдельном издании — Британская фармакопея (ветеринария).
Тома I, II:
- Активные и вспомогательные вещества

Том III:
- Готовые лекарства
- Гомеопатические средства
- Препараты крови и иммунологические препараты
- Радиоактивные фармацевтические препараты
- Хирургические материалы

Том IV:
- Инфракрасные спектры сравнения

Том V:
- Британская фармакопея (ветеринария)

Том VI (CD-ROM версия)
- Британская фармакопея
- Британская фармакопея (ветеринария)
- Утвержденные в Британии наименования [фармакологических субстанций].

Британская фармакопея выходит как в печатном, так и в электронном виде;
электронные версии доступны онлайн и в виде компакт-дисков и снабжены
мощными инструментами для быстрого поиска данных (включая свыше
130000 гиперссылок).

## Руководство
Детальную информацию и руководство по различным аспектам ныне
принятых политики и практики БФ можно найти в её дополнительных главах,
в том числе и руководство для производителей (изготовителей 
медицинских препаратов).

## Утвержденные в Британии наименования
Утвержденные в Британии наименования [фармакологических субстанций] создаются и отбираются Комиссией по Британской фармакопее и публикуются министрами здравоохранения по рекомендации Комиссии по лекарственным средствам, с целью
представить потребителям список субстанций или продуктов,
упомянутых в секции 100 Медицинского акта (1968). Список короток
и содержит отдельные наименования для субстанций, научные 
названия которых слишком сложны для повседневного пользования.
С 2002 года, каждый элемент списка можно рассматривать как международное непатентованное наименование, если в документе не утверждается иное. Классификатор ВОЗ идентифицирует фармакологическую субстанцию или активное вещество по уникальному названию, имеющему международное признание и свободному от каких бы то ни было проприетарных прав. Некоммерческое наименование также известно как дженерик.

## Зарубежные аналоги
Подобные же фармакопеи существуют и в других странах, например, в
Индии, США, Японии, КНР, а также и на международной основе (Международная фармакопея, Фармакопея Европы).